# Muzeele Vaticane

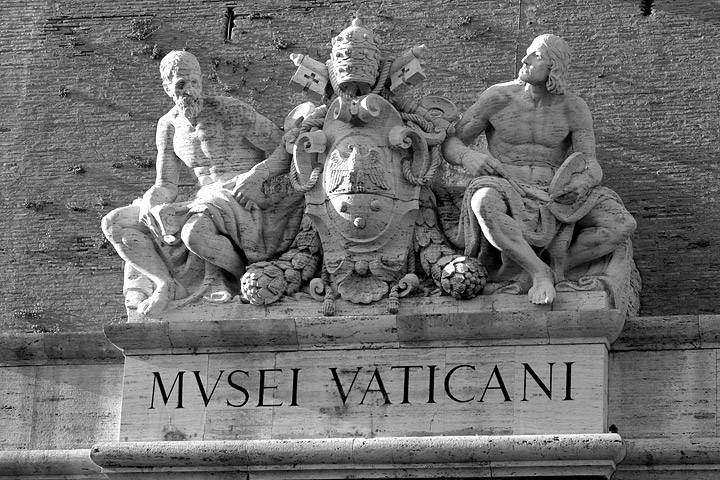
Intrarea în Muzeele Vaticane

Muzeele Vaticane (în italiană Musei Vaticani) sunt complexul muzeistic care reunește cele zece muzee de la Vatican, cu secțiuni diferite.

## Istoria
Originea Muzeelor Vaticane se leagă de papa Iulius al II-lea, care după alegerea sa ca papă în 1503 a expus diferite sculpturi antice în grădina numită "Belvedere", permițînd artiștilor să le poată admira.
În 1734 papa Clement al XII-lea a fondat Muzeul Capitolin într-un edificiu proiectat de Michelangelo); în 1756 și în 1767 au fost create în Vatican alte două mici muzee: cel de artă sacră și cel de artă romană.
Pașii decisivi au fost făcuți de papii Clement al XIV-lea și de Pius al VI-lea: Muzeul Pio-Clementino, realizat prin amplificarea Palatului apostolic din Vatican, din dispoziția acestor papi cu scopul de a găzdui sculpturile clasice.
Edificiul a fost realizat în stil neoclasic și mai apoi a servit de model pentru nenumărate alte muzee ale lumii.
În 1796, din cauza invaziei franceze, muzeul a pierdut mai multe opere valoroase, care însă au fost restituite după căderea lui Napoleon, în 1815.
O nouă secție a fost adăugată de papa Pius al VII-lea (Chiaramonti), care i-a și dat numele său, pe care-l are și azi: (Muzeul Chiaramonti).
Ultimul muzeu adăugat complexului a fost în 1973; acesta este dedicat artei religioase moderne și conservă operele eminenților artiști din secolul al X-lea: Novecento.

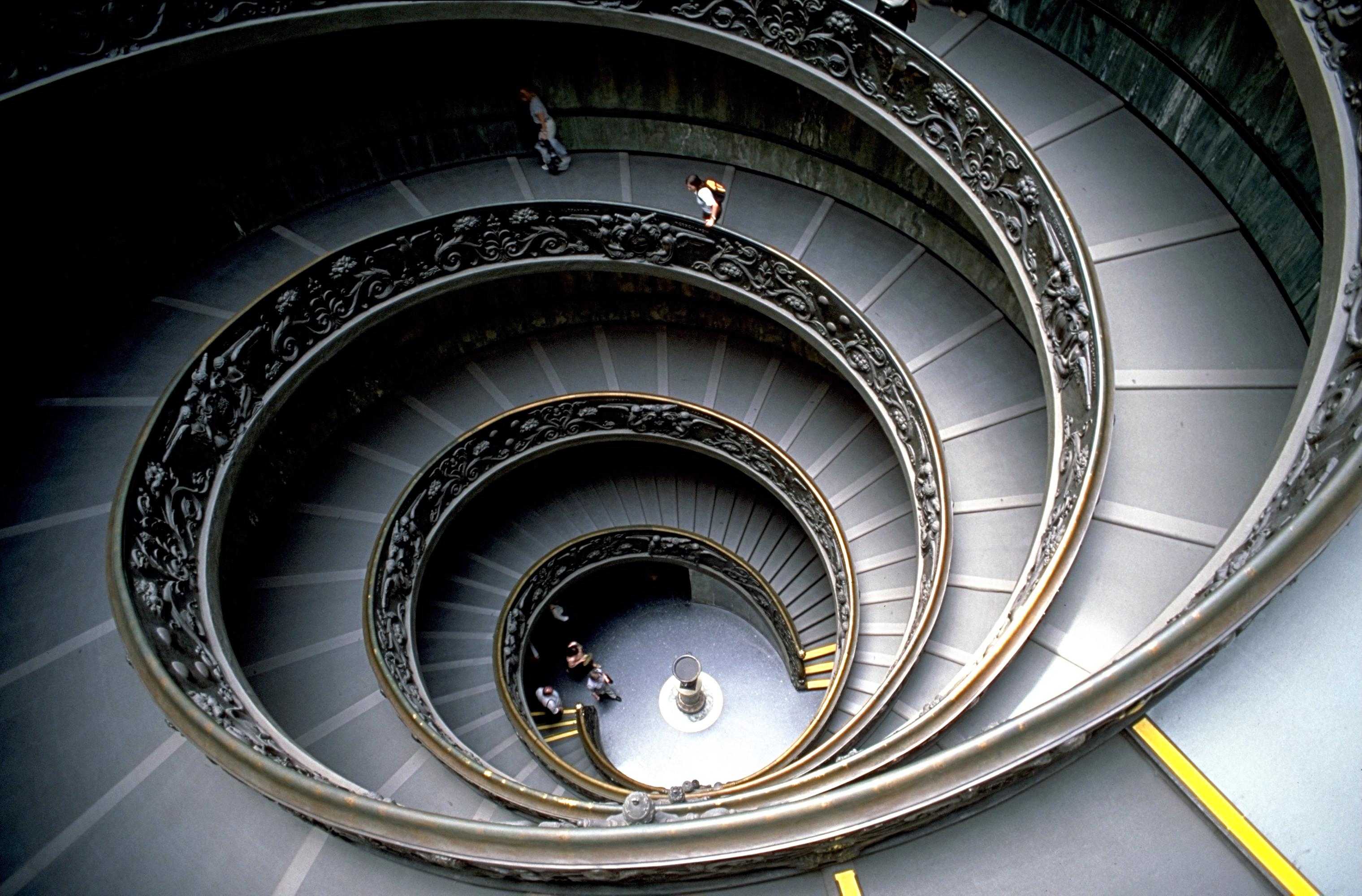
Scara în spirală "Scala Bramante"

Muzeele Vaticane cuprind acum zece muzee diferite, dar vizitatorii au acces și la sălile de expoziție ale Bibliotecii Vaticane și la alte săli decorate cu fresce din perioada Renașterii, printre care cele pictate de către Raffaello și, bineînțeles, Capela Sixtină.
Pe lângă picturi și sculpturi, muzeele includ: armuri, tapiserii, mozaicuri, vase grecești, obiecte de artă africană etc.
Muzeele Vaticane includ:
- Muzeul Gregorian Egiptean
- Muzeul Gregorian Etrusc
- Muzeele de Antichități clasice
- Muzeul Pio-Clementino
- Galeria de Artă
- Galeria de Tapiserii
- Muzeul Misionar-Etnologic
- Muzeul Sacru (Biblioteca)
- Muzeul Profan
- Muzeul Istoric al Vaticanului

În plus, se pot admira:
- Capela Sixtină
- Ștanțele (cele 4 săli) ale lui Raffaello
- Palatul Belvedere
- Sala Doamnelor
- Sala Imaculatei
- Sala Clarobscurului
- Capela Niccolina
- Apartamentul Borgia
- Salonul Sixtin
- Sala Nunții Aldobrandine

## Galeria de Artă

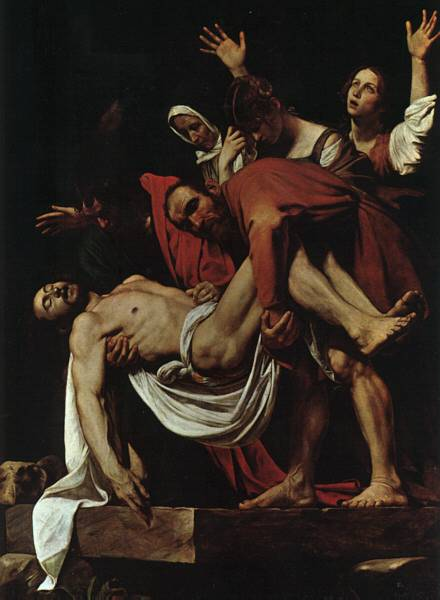
Coborârea în mormânt, de Caravaggio

Galeria de Artă a fost fondată în 1909 și funcționează în clădirea actuală, una din structurile cele mai recente ale Vaticanului, din 1932.
Prima expoziție a picturilor colecției a avut loc însă cu două secole înainte, în timpul pontificatului lui Papa Pius al VI-lea. 
Colecția s-a îmbogățit în timp, dar fără un criteriu artistic precis.
Galeria de Artă expune opere ale lui: Caravaggio, Leonardo, Melozzo da Forlì (căruia, împreună cu elevul său Marco Palmezzano, îi este dedicată o sală întreagă, a patra), Raffaello, Tiziano etc.

### Fra Filippo Lippi
- Incoronazione Marsuppini (1444 circa)

### Melozzo da Forlì
- Îngerii muzicali (1472-1480 circa)

### Leonardo
- Sf. Ieronim  (1480 circa)

### Raffaello
- Încoronarea Virginei (Pala Oddi) (1502-1504)
- Madona din Foligno (Madona cu Copilul și Sfânții Ioan Botezătorul, Santi Giovanni Battista, Francesco, Ieronim și donatorul Sigismondo de’ Conti) (1511-1512)
- Schimbarea (1518-1520)

### Caravaggio
- Depunerea (1602-1604)